# 로바타야키
로바타야키(일본어: 炉端焼き)는 일본에서 손님이 보는 앞에서, 생선, 고기, 채소 등을 이로리 풍으로 구워 주는 일본 요리이다.

## 같이 보기
- 뎃판야키